# Biomega
Biomega ist ein dem Cyberpunk zugerechneter Seinen-Manga von Tsutomu Nihei, der von 2004 bis 2009 in Japan erschien. Er wurde in mehrere Sprachen, auch Deutsch, übersetzt. Der Manga verwendet Motive und Elemente aus früheren Werken Niheis (Transhumanismus, Megastruktur) sowie Figuren (Bären), die in seinen neuestem Werk, Knights of Sidonia, auftauchen. Der Protagonist ist ein wortkarger Held, dessen Stärke in actionreichen Kämpfen liegt und der die Welt retten muss. Das Reden übernehmen dabei hauptsächlich andere Charaktere für ihn.

## Handlung
Im frühen vierten Jahrtausend geht eine Seuche um, das vom Mars stammende N5S-Virus, welches alle Betroffenen zu Zombies mutieren lässt. Der synthetische Mensch Zoichi Kanoe, Geschöpf und Agent des Unternehmens TOA-Schwerindustrie, wird damit beauftragt, die nicht infizierte und scheinbar resistente Ion Green zu finden, damit dem Virus Einhalt geboten werden kann. Unterstützt durch die Künstliche Intelligenz seines Hightech-Motorrads, Fuyu Kanoe, kämpft sich Zoichi durch die ins Chaos gefallene Welt und steht sowohl gegen die als Drohnen bezeichneten Zombies als auch gegen die Gesundheitsbehörde, die im Auftrag der Data Recovery Foundation (DRF) seinen Auftrag zu vereiteln sucht.
Ion Green wird zwar von Zoichi gefunden, aber der intelligente Bär Kozlov Leifnovich Grebnev, der sich wie ein Mensch verhält, bringt sie vor Zoichi und den Zombies in Sicherheit. Sie wird später von der Gesundheitsbehörde gefunden. Ein Agent dieser Organisation, der wie alle Angehörigen der DRF durch einen weißen Kittel zu erkennen ist, erreicht den Rückzugsort des Mädchens und verletzt ihren Beschützer schwer. Es gelingt dem Agenten auch, Zoichi vorläufig auszuschalten und mit Ion Green zu entkommen. Zoichi rettet Kozlov und macht sich an die Verfolgung des Entführers. An einem U-boot angekommen, welches Ion zum Hauptquartier der Gesundheitsbehörde bringen soll, kommt es zum Kampf. Zoichi kann alle Gegner besiegen, wird dann aber von der mit einer biologischen Panzerung geschützten Kahdal Spindal zurückgeworfen. Ihr gelingt mit Ion Green die Flucht. Nun wird der Plan der DRF bekannt, alle Menschen in Drohnen zu verwandeln, als mit dem Virus beladene Interkontinentalraketen gestartet werden.
Mit Hilfe eines Partikelgewehrs kann Zoichi die Raketen abschießen, bevor diese ihre Ziele treffen. Inzwischen hat die Gesundheitsbehörde unter General Narain die TOA-Schwerindustrie eingenommen. Zoichi erlebt dort den Tod seiner infizierten Mutter mit. Jene Frau hatte während seiner Wachstumsperiode in einer virtuellen Realität seine Schulung übernommen. Nishu Mizunoe, ebenfalls ein synthetischer Mensch der TOA-Schwerindustrie, versucht indessen den Gründer der DRF, Loew Grigorievic Grebnev, ausfindig zu machen. Sie trifft dabei auf Kozlov, den sie gerde noch vor dem feindlichen Agenten Higuide retten kann. Mit Kozlovs Hilfe findet Nishu auch einen seiner früheren Freunde, den ersten von der DRF erschaffenen synthetischen Menschen.
Durch Aufdeckung von Dr. Wildensteins Experimenten mit synthetischen Menschen und die Weigerung, ihren Befehlen Folge zu leisten, stellt sich die Gesundheitsbehörde gegen die DRF. Daher beginnt diese nun einen Angriff auf das Hauptquartier der Behörde. Als Zoichi hinzukommt, wird die Anlage bereits von den Kriegsmaschinen der DRF auseinandergenommen. Kahdal Spindal und Higuide versuchen, so viel wie möglich zu retten, während General Narain seinen Geist auf einen neuen Körper übertragen lässt. Niardi, die Herrin der DRF, erscheint und lässt sowohl Narain als auch Dr. Wildenstein töten. Doch Narain kann mit Hilfe des N5S-Virus wiederauferstehen und zerstört in seiner neuen monströsen Form alles in seiner Umgebung. Schließlich richtet er sich gegen Niardi. Zoichi und Nishu schaffen es zusammen, Ion Green an Khadal Spindal zu übergeben, die sich zusammen mit den Überlebenden des Angriffs über einen Orbitallift in Sicherheit bringt.
Fuyu gelingt es während dessen, Zutritt zu Narains Geist zu erhalten. Sie erfährt, dass Niardi die Fähigkeit hat, durch Berührung an Informationen aus biologischer Materie zu gelangen. Niardi hasst alle Technologie und möchte mit dem Virus eine Welt nach ihren Idealen erschaffen. Narain erliegt schließlich Niardi, und die Erde wird einer Verwandlung unterzogen. Zoichi und Fuyu finden sich auf einer fadenförmigen Welt wieder, welche in zwölf Sektoren unterteilt ist und eine Länge von 4,8 Milliarden Kilometern hat. Auch hier existiert die DRF, vor deren Zugriff Zoichi zwei Menschen dieser Welt rettet: das Geschwisterpaar Yah und Boots. Nachdem mit Fuyus Hilfe deren unbekannte Sprache erlernt wurde, wird das Heimatdorf der beiden aufgesucht, wo nach Kurzem auch ein Agent der DRF auftaucht. Dieser will sich Yahs bemächtigen und richtet ein Massaker an. Yah trägt ein Kind in sich, welches von Niardi zur erneuten Erschaffung der Welt verwendet werden kann, nachdem dies zuletzt nicht nach ihren Wünschen funktionierte.
Zoichi ist nicht in der Lage, Yah zu retten, kann aber deren Tochter Funiperro aus den Händen der DRF befreien. Es wird bekannt, dass das Mittel zur Transformation der Welt wieder das N5S-Virus sein soll. Auch Ion Green hat die Flucht aus der anderen Welt überlebt. Etwa sechshundert Jahre später taucht Kozlov auf, für den keine Zeit vergangen ist. Nach einem Kontakt mit der nun erwachsenen Funiperro erfährt er von Zoichis anhaltendem Kampf gegen die DRF und macht sich auf den langen Weg, diesen zu treffen. Der letzte Kampf soll von Funiperro gegen Niardi geführt werden, doch Funiperro unterliegt knapp. Der Kampf kann aber von Zoichi noch gewendet werden, Niardi unterliegt und stirbt schließlich. Auch Fuyu ist beim letzten Gefecht gefallen. Kozlov, Ion Green und Funiperro treffen zusammen, während sich Zoichi auf den Weg macht, Fuyu durch die Technologie der vergangenen Welt zurückzuholen. Eine Rückblende beleuchtet die Geschichte von Loew Grigorievic Grebnev, der im Körper seines künstlich erschaffenen Sohnes Kozlov auf den Mars geflogen ist, um sich mit der ersten Unsterblichen, Reload, zu treffen.

## Charaktere
Zoichi Kanoe (庚 造一 Kanoe Zōichi) ist ein von der TOA-Schwerindustrie geschaffener synthetischer Mensch, der als junger Mann in den 20ern erscheint, aber während seiner Erschaffung eine 50 Jahren entsprechende Schulung erfahren hat. Zoichi ist nicht unverwundbar, aber er hält mehr aus als ein normaler Mensch. Zu Zoichis Ausrüstung gehören sein Motorrad, eine Pistole, eine Axt für den Nahkampf und ein Teilchenstrahlengewehr.
Fuyu Kanoe (カノエ·フユ Kanoe Fuyu) ist die in Zoichis Motorrad integrierte KI, die mittels Hologrammprojektor als junge Frau dargestellt wird.
Sie ist in der Lage, sich in verschiedene Computersysteme zu hacken, und steht Zoichi mit Informationen hilfreich zur Seite.
Nishu Mizunoe (壬 二銖 Mizunoe Nishu) ist ein weiblicher synthetischer Mensch, ebenfalls von der TOA-Schwerindustrie erschaffen. Sie verfügt über dieselbe Ausrüstung wie Zoichi und wurde damit beauftragt, den ursprünglichen Gründer der DRF zu finden. Shin Mizunoe (ミズノエ·シン Mizunoe Shin) ist die KI ihres Motorrads, welche im Gegensatz zu Fuyu als Mann erscheint.
Niardi (ニアルディ Niarudi) ist die Anführerin der DRF und verfolgt das Ziel, die Welt und die Menschheit neu zu erschaffen und alle künstlichen von Menschen geschaffenen Konstrukte zu beseitigen, wie sie auch in einem Gespräch mit Fuyu Kanoe erklärt. Sie ist zum Handlungszeitpunkt mit über 700 Jahren der zweitälteste Mensch.
Narain Meghnad (ナレイン・メグナード Narein Megunādo) steht zu Anfang noch unter dem Befehl der DRF, wendet sich aber dann gegen Niardi und ihre Pläne. General Narain erscheint als amorphe Masse mit Tentakeln und einem vogelähnlichen Kopf. Später transferiert er seinen Geist in einen neuen synthetischen Körper. Narain kennt Niardi aus der Zeit, als beide anfingen, für die DRF zu arbeiten, und noch vollständig menschlich waren. In Rückblenden ist er als dunkelhäutiger, blonder Mann zu sehen.
Dr. Wildenstein (ウィルデンシュタイン博士 Wirudenshutain-Hakase) ein genialer Wissenschaftler, der für General Narain arbeitet. Er erforscht das N5S-Virus und die Technologie der TOA-Schwerindustrie, was ihm ermöglicht, einen neuen Körper für Narain zu schaffen. Er wird auf Niardis Anordnung beim Angriff der DRF erschossen, ist aber in der Lage, sich zu regenerieren, worauf er aber erneut (endgültig) getötet wird.
Ion Green (イオン·グリーン Ion Gurīn) ist das Mädchen, welches Zoichi ausfindig machen soll. Sie ist gegen das N5S-virus immun und in der Lage, Verletzungen in Sekundenschnelle zu heilen.
Kozlov Leifnovich Grebnev (コズロフ·レーフヴィチ·グレブネフ Kozurofu Rēfuvichi Gurebunefu) ist ein intelligenter, aufrecht gehender Bär. Es handelt sich bei ihm aber um einen Menschen, der aus den Genen von Loew Grigorievic Grebnev, dem Gründer der DRF, und Ion Green erschaffen wurde. Sein Gehirn wurde in den Körper eines Bären verpflanzt, und das von Loew in den seinen.
Kahdal Spindal (カーダル・スピンダル Kādaru Supindaru) dient unter Narain. Sie war es, die Ion Green entführte, bevor Zoichi sie erreichen konnte. Sie ist in der Lage, ihren Körper in eine bandagenartige Hülle zu kleiden, welche sie auch als Waffe und Panzerung verwenden kann.

## Wiederkehrende Motive
Nihei greift in diesem Manga wieder die von ihm in früheren Werken behandelten Themen auf. Dazu zählt etwa die Megastruktur als dystopische Fortentwicklung der Stadtarchitektur und die Schaffung künstlicher Menschen bzw. die technologische Verbesserung der menschlichen Biologie.
Auch Organisationen und Charaktere aus Blame!, oder Knights of Sidonia finden sich in Biomega, etwa die TOA-Schwerindustrie.
Auch Zoichi ist mehr oder weniger eine andere Version von Killy aus Blame. Beide Charaktere müssen mit einer durchschlagsstarken Pistole als Hauptwaffe die Welt retten. Selbst die Verletzungen, die er am Ende des Manga davonträgt, gleichen denen Killys. Ein sprechender Bär mit Armprothese taucht dann erneut in Knights of Sidonia auf.

## Veröffentlichung
Die Serie erschien ab Juni 2004 im Magazin Young Magazine des Verlags Kodansha, wurde aber bald darauf wieder eingestellt. 2006 wurde der Manga in Shūeishas Ultra Jump fortgesetzt und darin 2009 abgeschlossen. Die Kapitel erschienen auch in sechs Sammelbänden.
Eine Übersetzung in deutscher Sprache liegt als sechsbändige Ausgabe von Egmont Manga vor, erschienen von Januar 2009 bis April 2010. Außerdem veröffentlichte Madman Entertainment die Serie in Australien und Neuseeland, Glénat in Frankreich und Panini Comics in Spanien.

## Rezeption
Anlässlich der deutschen Veröffentlichung des Mangas schreibt die AnimaniA 2009, dass man bei „den schrägen Winkeln, krassen Fluchtpunktperspektiven und kontrastreichen Lichtverhältnissen starke Anleihen beim expressionistischen Kino der 1920er Jahre“ erkenne und sehe, dass der Autor Tsutomu Nihei vor seiner Manga-Karriere Architektur studiert hatte. Mit dem „morbiden Design der Dronen, denen das Fleisch vom deformierten Körper fault“ sei die Serie „nichts für schwache Gemüter“. Den Fans früherer Serien des Künstlers wie Blame! und von „Sci-Fi-Action-Thrillern mit durchdachtem Plot und kompromisslosen Splatter-Elementen“ sei der Manga aber zu empfehlen.